# I go to pieces
I go to pieces is een lied geschreven door Del Shannon. Shannon had het nummer in eerste instantie geschreven voor de door hem ontdekte zanger Lloyd Brown. Die nam het op, maar er was geen enkel platenlabel bereid het als single uit te geven. Vervolgens toog Shannon zelf naar de Bell Sound geluidsstudio in New York, maar kreeg de zangpartijen niet rond, voordat zijn studiotijd erop zat. Hij kon het nummer wel kwijt aan Peter & Gordon, toen die samen met Shannon en The Searchers op tournee waren in Australië. Shannon was overigens wel te horen op een andere cover van dit nummer, opgenomen door Nils Lofgren, de latere gitarist bij Bruce Springsteen. Een bescheiden commercieel succes was nog weggelegd voor Darryl Cotton, Lloyd & Chris Christian, maar dat ging niet verder dan de Verenigde Staten. Voor de Nederlandse markt verscheen in 1988 een opname van Albert West.

## Peter & Gordon
Peter Asher & Gordon Waller hoorden The Searchers het in de kleedkamer zingen. The Searchers zagen niets in het nummer, maar Peter & Gordon zagen wel mogelijkheden. De stijl werd omgezet naar Merseybeat en ze togen naar de Abbey Road Studio. Ondanks de afzeggingen bij dit nummer werd het een groot succes in de Verenigde Staten als onderdeel van de toen heersende Britse invasie. Het haalde de negende plaats in elf weken notering in de Billboard Hot 100. Europa, waaronder Nederland, liet het plaatje links liggen. Dat is dan waarschijnlijk de reden van het feit dat I go to pieces niet op een Europese albumversie verscheen en in de Verenigde Staten juist de titel werd van hun derde elpee.